# Chicoreus franchii
Chicoreus franchii is een slakkensoort uit de familie van de Muricidae. De wetenschappelijke naam van de soort is voor het eerst geldig gepubliceerd in 2005 door Cossignani.